# تركايش
تركايش هي قرية في مقاطعة هريس، إيران. عدد سكان هذه القرية هو 432 في سنة 2006.